# Wymysłów (Skierniewice)
Pour les articles homonymes, voir Wymysłów.
Wymysłów est une localité polonaise de la gmina de Kowiesy, située dans le powiat de Skierniewice en voïvodie de Łódź.